# Gornji Stupanj
Gornji Stupanj (en serbio cirílico : Горњи Ступањ) es un pueblo de Serbia, situado en el municipio de Aleksandrovac, en el distrito de Rasina. En el censo de 2011 contaba con 567 habitantes.

## Demografía
| 1948 | 1953 | 1961 | 1971 | 1981 | 1991 | 2002 | 2011 |
| ---- | ---- | ---- | ---- | ---- | ---- | ---- | ---- |
| 1108 | 1166 | 1101 | 1022 | 925  | 859  | 674  | 567  |